# Emarosa
Emarosa — американская пост-хардкор группа из Лексингтона. Образована в 2006, выпустила свой первый EP в 2007, который был назван This Is Your Way Out. Немногим позже группа претерпела изменения в составе и звучании, оставив влияние хэви-метала и ударилась в жанр рока. Группа двигалась к выпуску альбома Relativity уже с Джонни Крейгом в качестве вокалиста и новым гитаристом Джонасом Лэдьюа. Одноименный альбом был выпущен 29 июня 2010 и восторженно встречен критиками. Сменив вокалиста на Бредли Уолдена, 9 сентября 2014 они выпускают третий альбом Versus, достигший 61 строчки в Billboard 200. 8 июля 2016 года группа выпускает четвёртый альбом, 131, на лейбле Hopeless Records. Группа претерпела несколько изменений в составе на протяжении всей своей карьеры. Гитарист Э. Р. Уайт является единственным неизменным участником группы с момента её основания.

## История

### Начало иThis Is Your Way Out(2006—2008)
Emarosa зародились с клавишника Джордана Стюарта, барабанщика Лукаса Козевского и гитариста Э.Р. Уайта, а вернее с их решения заканчивать колледж, либо основать группу в родном Лексингтоне. Стюарт сказал: «Нас это сильно кусало», вспоминая группу в феврале 2006 года, начало которой было тогда дано.
Участники группы были знакомы со старших классов, что подтвердил клавишник в интервью Indiestar.tv. Он говорил, что многие из нынешних членов группы играли в старшей школе до того, как «взялись за это всерьёз», имея в виду участников стартового состава (Э. Р. Уайт, Уилл Соуэрс, Лукас Кожевский, Джордан Стюарт). Группа была подписана StandBy Records для записи их семипесенного EP This Is Your Way Out. Он был выпущен 1 мая 2007 StandBy Records через Thriving Records, так как StandBy не располагала сетью реализации.
В ноябре 2007 вокалист Jonny Craig из Dance Gavin Dance отделился от группы из-за крайней напряженности и личного конфликта с другими участниками группы.
Джонас Стюарт (клавишник) и Лукас Кожевский (барабанщик) дали интервью, в котором они сказали о проблемах с Джонни Крейгом и изменениях в группе: «Вначале всё было довольно напряженно. Мы получили множество неприятных комментариев и сообщений на Myspace с вопросами, что случилось с Крисом и почему Джонни больше не выступает с Dance Gavin Dance. Иногда когда мы играли, ребятам показалось смешным бросить упрёк на тему того, что раньше было лучше. Время показало, что Крис не работал, в то время как Джонни очень быстро влился в коллектив. Но даже когда ещё в группе состоял Крис, уже тогда было решено, что альбом будет содержать мало скриминга. Мы просто продолжали писать, также, как и прежде, до разрыва с Крисом.»

### Relativity(2008—2009)
26 января 2008, Emarosa опубликовали их первую официальную песню с Джонни Крейгом, названную «New Demo» (сейчас известна как «Set It Off Like Napalm»). Двумя неделями позже, демо песни «Pretend. Release. The Close.» также было выложено в сеть. 3 мая 2008, три обработанных песни были добавлены в плейлист MySpace, и название их нового альбома, Relativity, было опубликовано. Альбом был выпущен 8 июля 2008, и получил высокие отзывы как от критиков, так и от фанатов.
В интервью Indiestar, Крейг выделил «Set It Off Like Napalm» и «Pretend Release the Close» как песни «о жизни Крейга, разрыве с Dance Gavin Dance, и том, насколько ему хорошо в новой группе Emarosa.» Они были написаны за одну репетицию, и сыграны вживую уже через два дня. Он также сказал, что «Even Bad Men Love Their Mothers» была спета с его мамой. По его словам, Boyz II Men был одним из главных вдохновителей Джонни. Крейг сказал, что большинство инструментальных партий было завершено до его появления, что подтвердил Джонас Стюарт (клавишник).

### 2009—2018
29 июня 2010 года Emarosa выпустила одноимённый альбом на лейбле Rise Records.
Летом 2010 года Джонни Крейг и Джон Месс снова присоединились к группе Dance Gavin Dance, участниками которой они являлись первоначально.
11 апреля 2011 появились сообщения о том, что Крейг больше не является членом Emarosa и что группа ищет ему замену.
15 августа 2013 года Emarosa сообщила о начале работы над новым альбомом. Члены группы сообщили, что одна из песен будет записана с вокалистом Letlive Джейсоном Аалоном Батлером. В 2013 году группа нашла замену ушедшему в 2011 году вокалисту. Им стал Бредли Уолден. 28 марта 2014 года группа объявила, что новый альбом будет называться Versus. 24 апреля группа выпустила первый сингл Mad. Альбом вышел 9 сентября 2014 года.
В декабре 2015 года к группе присоединился Мэттью Марселлус, который гастролировал с группой с 2014 года. В 2016 году Басист Уилл Соуэрс покинул группу. 19 января 2016 года Emarosa объявила, что они начали запись своего следующего альбома. Они выпустили свой четвёртый студийный альбом 131 8 июля 2016 года на лейбле Hopeless Records. Он был возглавлен синглом Cloud 9, который вышел 28 апреля 2016 года.

### 2018—настоящее время
17 октября 2018 года Emarosa анонсировала свой пятый студийный альбом Peach Club, который был выпущен 8 февраля 2019 года на лейбле Hopeless Records. Первый сингл Givin' Up был выпущен 16 ноября 2018 года. другой сингл Don’t Cry вышел 8 января 2019. Новый альбом стал более лёгким по звучанию.
1 июля 2020 года группа покинула Hopeless Records из-за обвинения в сексуальных домогательствах, выдвинутых против вокалиста Брэдли Уолдена.

## Участники группы
| Текущий состав - Э. Р. Уайт — соло-гитара (с 2006) - Бредли Скотт Уолден — вокал (с 2013) - Мэттью Марселлус — ритм-гитара, бэк-вокал (с 2015) - Роберт Джоффред — бас-гитара, бэк-вокал (с 2018) | Бывшие участники - Джонни Крейг — вокал (2007—2011) - Крис Роэтте — вокал (2006—2007) - Мэдисон Столтер — ритм-гитара, бэк-вокал (2006—2007) - Лукас Кожевский — ударные (2006—2014) - Джонас Лэдьюа — ритм-гитара, бэк-вокал (2007—2014) - Уилл Соуэрс — бас-гитара (2006—2016) - Джордан Стюарт — клавишные (2006—2018) Участники в турне - Тилиан Пирсон — вокал (2011, 2013) |

## Дискография
Альбомы
| Год  | Название   | Лейбл             | Чарты   | Чарты    | Чарты   |
| Год  | Название   | Лейбл             | Top 200 | US Indie | US Heat |
| ---- | ---------- | ----------------- | ------- | -------- | ------- |
| 2008 | Relativity | Rise              | 191     | 33       | 15      |
| 2010 | Emarosa    | Rise              | 69      | 9        | -       |
| 2014 | Versus     | Rise              | 61      | 15       | -       |
| 2016 | 131        | Hopeless          | 132     | 7        | -       |
| 2019 | Peach Club | Hopeless          | 137     | 2        | —       |
| 2023 | Sting      | Out Of Line Music | -       | -        | —       |

EPs
- This Is Your Way Out (2007, StandBy/Rise)

Demos
- 2006 Demo (выпущено под названием Corsets Are Cages) (2006, self-released)